# شعوب العافية (مبين)

تعديل مصدري - تعديل

شعوب العافية هي إحدى قرى عزلة المراحبة بمديرية مبين التابعة لمحافظة حجة، بلغ تعداد سكانها 29 نسمة حسب تعداد اليمن لعام 2004.